# جوديث منديز
جوديث منديز (بالإنجليزية: Judith Méndez) هي منافسة ألعاب القوى دومينيكاوية، ولدت في 27 يوليو 1981.

## وصلات خارجية
- جوديث منديز على موقع الاتحاد الدولي لألعاب القوى (الإنجليزية)